# Tercera pandemia de peste

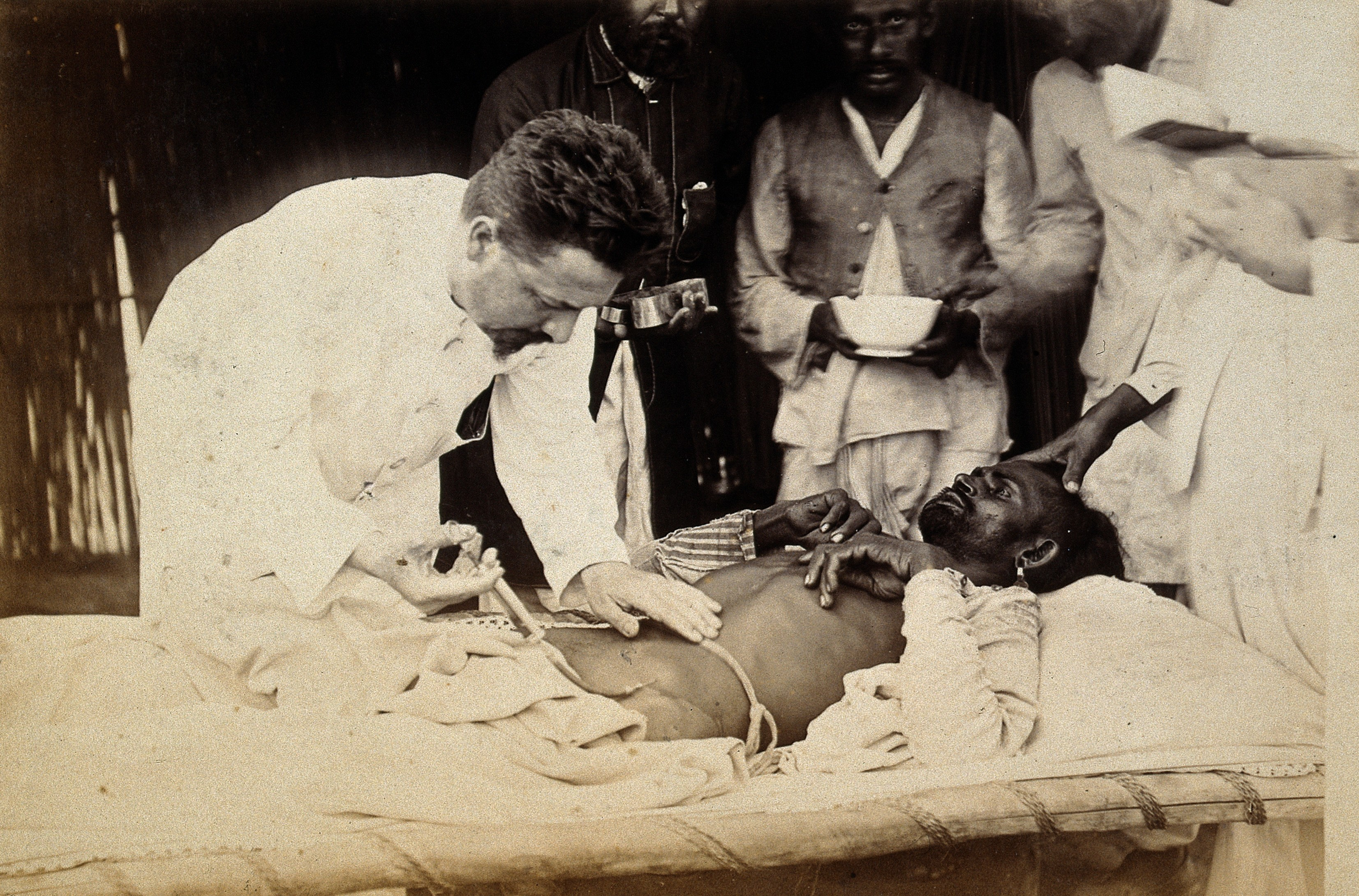
Paciente de la peste siendo inyectado por un médico en 1897 en Karachi.

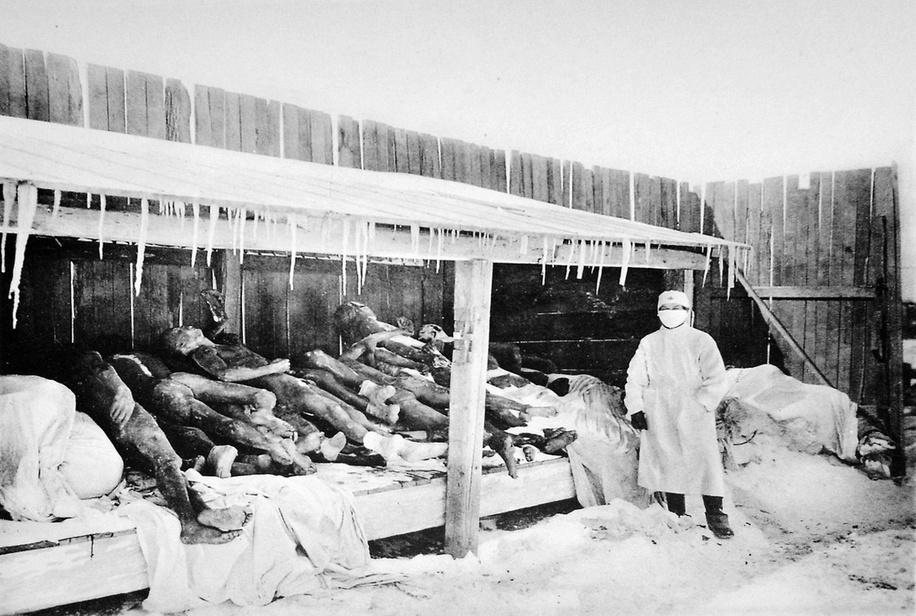
Fotografía de víctimas de la peste de Manchuria en 1910–1911.

La tercera pandemia de peste, también llamada peste de China, fue una gran pandemia de peste bubónica que comenzó en Yunnan, China, en 1855 durante el quinto año del emperador Xianfeng de la dinastía Qing.
Este episodio de peste bubónica se extendió a todos los continentes y, en última instancia, provocó más de 12 millones de muertes en India y China, con unos 10 millones de muertos solo en India. Según la Organización Mundial de la Salud (OMS), la pandemia se consideró activa hasta 1960, cuando las bajas en todo el mundo se redujeron a 200 por año. Desde entonces, las muertes por peste han continuado a un nivel anual cada vez más bajo.

## Denominación
Su nombre científico viene dado porque esta pandemia es el tercer brote importante de peste bubónica que afectó a la sociedad europea. El primero comenzó con la plaga de Justiniano, que devastó el Imperio bizantino y sus alrededores, sobre todo en los años 541 y 542, aunque la pandemia persistió en brotes sucesivos hasta mediados del siglo VIII. El segundo brote o segunda plaga pandémica comenzó con la peste negra, que mató al menos a un tercio de la población europea en una serie de brotes infecciosos que se sucedieron principalmente entre 1346 y 1353. Esta pandemia se reprodujo regularmente hasta el siglo XIX.

## Origen y propagación
Los patrones de las víctimas indican que las oleadas de esta pandemia de finales del siglo XIX y principios del siglo XX pueden haber venido de dos fuentes diferentes. La primera, principalmente bubónica, se transmitía por todo el mundo a través del comercio oceánico, mediante el transporte de personas infectadas, ratas y cargamentos que albergaban pulgas. La segunda cepa, más virulenta, fue principalmente de carácter neumónico con un fuerte contagio de persona a persona. Esta cepa se limitó en gran medida a Asia, en particular en Manchuria y Mongolia.
La peste bubónica era endémica en Asia central en poblaciones de roedores terrestres infectados y era una causa de muerte conocida entre las poblaciones humanas migratorias y las establecidas en esa región durante siglos. Sin embargo, una mayor afluencia de gente nueva desplazada por conflictos políticos y por el comercio mundial, llevó a la distribución de esta enfermedad a todo el mundo.
Un reservorio natural o nido de la peste se encuentra en el oeste de Yunnan y sigue siendo un riesgo para la salud. La tercera pandemia de peste se originó en el área después de una rápida llegada de chinos han para explotar la creciente demanda de minerales, principalmente cobre, en la segunda mitad del siglo XIX. En poco tiempo, en 1850, la población se había disparado a más de 7 millones de personas, que unido al incremento del transporte en toda la región, puso a las personas en contacto con pulgas infectadas por la peste, el vector principal entre la rata de pecho amarillo (Rattus flavipectus) y los humanos. La gente llevó consigo las pulgas y las ratas a áreas urbanas con fuerte crecimiento, donde eran caldo de cultivo para que pequeños brotes, a veces, alcanzaban proporciones epidémicas. 
La peste se extendió aún más, después de que estallaran las disputas entre los mineros han y los musulmanes de la etnia hui a principios de la década de 1850, en un levantamiento violento, conocido como la Rebelión de los panthay, que provocó desplazamientos masivos por parte de los movimientos de tropas en conflicto y las migraciones de refugiados. El estallido de la peste ayudó a reclutar personas para la Rebelión Taiping. Así, la peste comenzó a aparecer en las provincias de Guangxi y Guangdong, la isla de Hainan y el delta del río de las Perlas, incluyendo además a Cantón y Hong Kong. Aunque el historiador William H. McNeill y otros creen que la peste fue traída desde el interior a las regiones costeras por las tropas imperiales que regresaban después de haber sofocado la intentona separatista de los rebeldes musulmanes en la región de Yunnan, Carol Benedicto sugiere que hay evidencias para suponer que se propagó más rápidamente por el creciente y lucrativo comercio del opio, que comenzó alrededor de 1840 y que provocaron la primera y segunda guerra del opio.
Solo en la ciudad de Cantón, desde marzo de 1894, la enfermedad mató a unas 80.000 personas en unas pocas semanas. El tráfico acuático diario con la cercana ciudad de Hong Kong propagó rápidamente la peste. En dos meses, después de 100.000 muertes, las tasas de mortalidad cayeron por debajo de las tasas epidémicas, pero la enfermedad continuó siendo endémica en Hong Kong hasta 1929.
Desde Hong Kong, la epidemia se extendió a muchas partes del mundo, incluida India, Estados Unidos y Europa. La peste azotó Hawái en 1899 y San Francisco en 1900. A principios del siglo XX, la peste estaba extendida en la región fronteriza china de Manchuria. Otra epidemia azotó a Manchuria en el invierno de 1910-1911 y mató a unas 60.000 personas.

## Investigación de la enfermedad

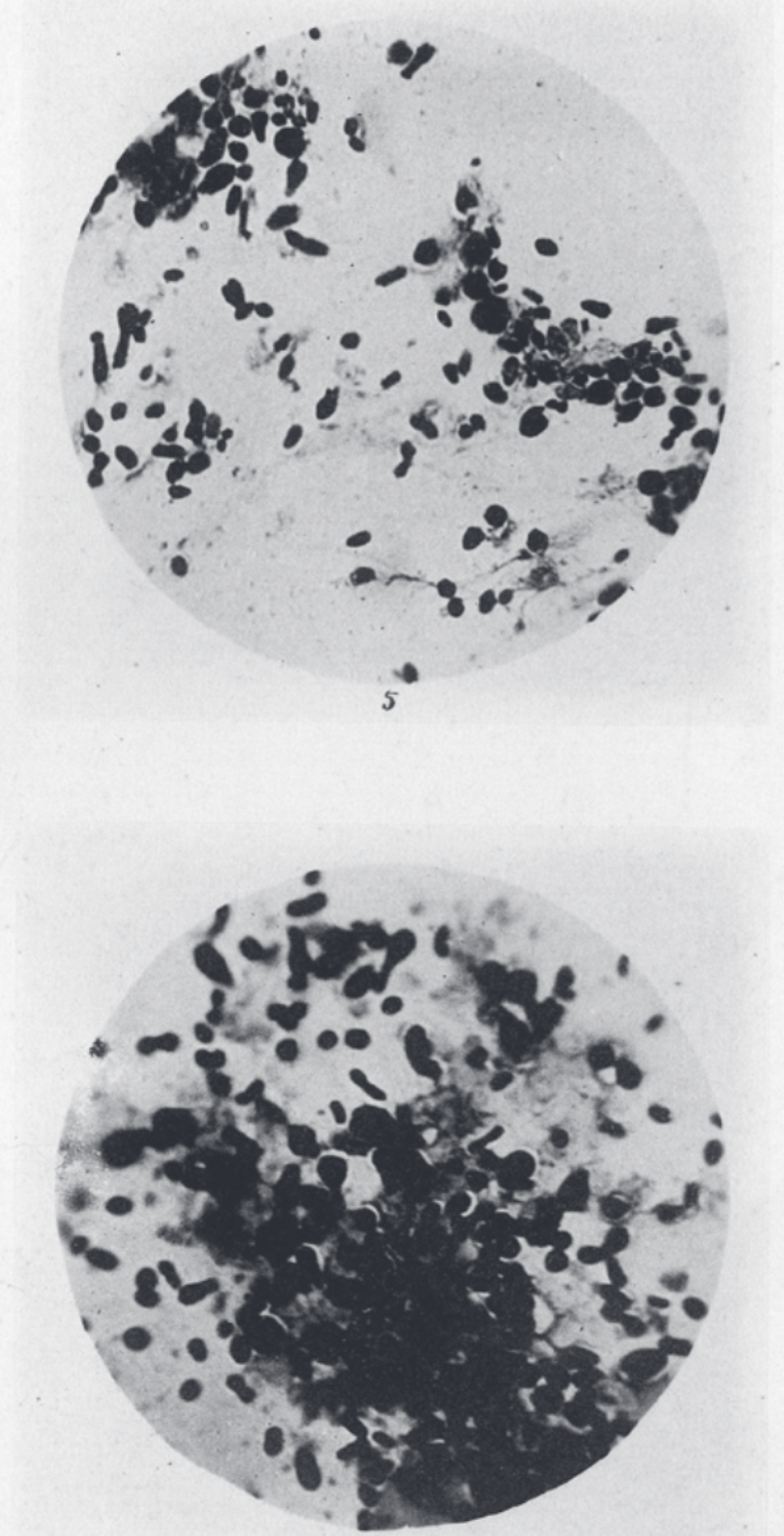
Y. pestis aislada por Ricardo Jorge durante el brote de peste de Oporto en 1899.

La vacuna contra la peste bubónica que desarrollaron en tres meses y salvó millones de vidas. El 10 de enero de 1897, Waldemar Haffkine se inoculó la vacuna contra la peste en la que llevaba trabajando sin parar desde que llegó a Bombay apenas tres meses antes.
Los investigadores que trabajaron en Asia durante la "Tercera pandemia" identificaron los vectores de la peste y su bacilo. En 1894, en Hong Kong, el bacteriólogo francés nacido en Suiza Alexandre Yersin aisló la bacteria responsable (Yersinia pestis, llamada así por Yersin) y determinó el modo común de transmisión. Sus descubrimientos llevaron con el tiempo a métodos modernos de tratamiento, incluidos los insecticidas, el uso de antibióticos y, finalmente, vacunas contra la peste. En 1898, el investigador francés Paul-Louis Simond demostró el papel de las pulgas como vector.
La enfermedad es causada por una bacteria que generalmente se transmite por la picadura de pulgas de un huésped infectado, a menudo una rata negra. Las bacterias se transfieren de la sangre de las ratas infectadas a la pulga de la rata (Xenopsylla cheopis). El bacilo se multiplica en el estómago de la pulga, bloqueándolo. Cuando la pulga pica a un mamífero, la sangre consumida es regurgitada junto con el bacilo en el torrente sanguíneo del animal mordido. Cualquier brote grave de peste en humanos está precedido por un brote en la población de roedores. Durante el brote, las pulgas infectadas que han perdido a sus huéspedes roedores habituales buscan otras fuentes de sangre.
El gobierno colonial británico en India presionó al investigador médico Waldemar Haffkine para que desarrollara una vacuna contra la peste. Después de tres meses de trabajo persistente con un personal limitado, estaba lista la prueba para ensayos en humanos. El 10 de enero de 1897, Haffkine la probó en sí mismo. Después de que se informó a las autoridades de esta prueba inicial, se utilizaron voluntarios de la cárcel de Byculla para realizar la prueba de control. Todos los prisioneros inoculados sobrevivieron a la epidemia, mientras que siete internos del grupo de control murieron. Para el cambio de siglo, el número de inoculados en la India alcanzó los cuatro millones. Haffkine fue nombrado director del Laboratorio de la Peste (ahora llamado Instituto Haffkine) en Bombay.